# Pseuderanthemum cuspidatum
Pseuderanthemum cuspidatum là một loài thực vật có hoa trong họ Ô rô. Loài này được (Nees) Radlk. miêu tả khoa học đầu tiên năm 1883 publ. 1884.